# Hagelstock
Hagelstock är en bergstopp i Schweiz.   Den ligger i kantonen Uri, i den centrala delen av landet, 90 km öster om huvudstaden Bern. Toppen på Hagelstock är 2 182 meter över havet.
Terrängen runt Hagelstock är huvudsakligen bergig, men den allra närmaste omgivningen är kuperad. Närmaste större samhälle är Schwyz, 12,1 km norr om Hagelstock. 
I omgivningarna runt Hagelstock växer i huvudsak blandskog. Runt Hagelstock är det glesbefolkat, med 9 invånare per kvadratkilometer.